# 夜曲Op. 15 (蕭邦)

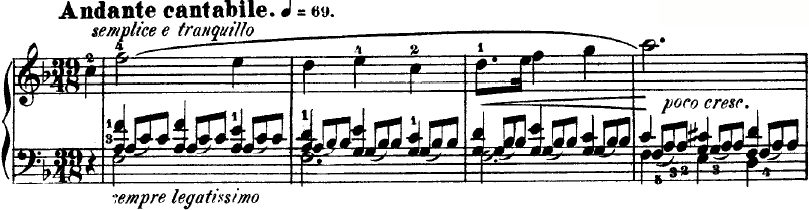
Op. 15, No. 1之開首

夜曲Op. 15是蕭邦的一組夜曲作品，共三首。該曲於1830至1833年創作，1834年1月出版，獻給德國作曲家費迪南德·希勒。當中第三首是Op. 15中最為著名的。

## Op. 15, No. 1

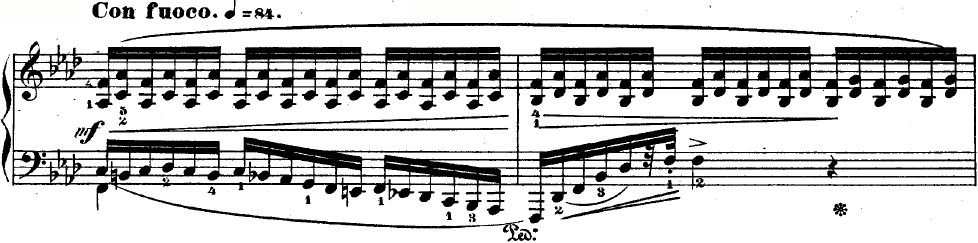
Op. 15, No. 1之第二段

此曲為F大調，於1832年創作。樂曲為三段體，第一段以F大調奏出歌曲般的行板（義大利語：Andante cantabile），第二段以F小調奏出快速而有力（義大利語：Con fuoco）的樂段。

## Op. 15, No. 2

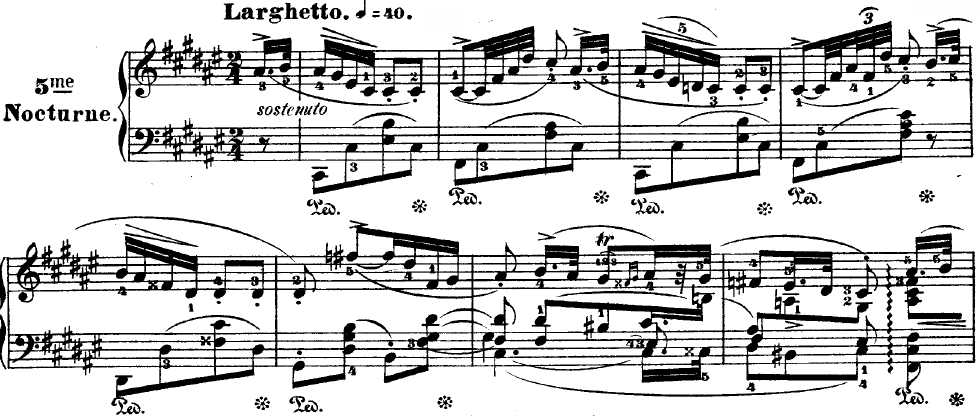
Op. 15, No. 2之開首

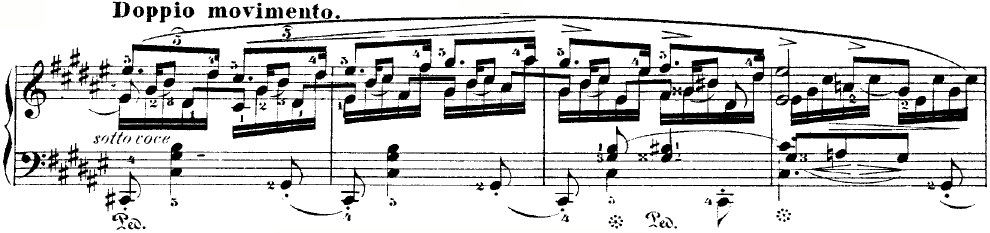
Op. 15, No. 1之第二段

此曲為升F大調，於1832年創作。樂曲為三段體，並需要較高的技巧。第一段為甚緩板（義大利語：Larghetto），樂句旋律設計甚為精細，且具不少裝飾音。第二段速度加快一倍（義大利語：Doppio movimento），以十六分音和八分音的斷奏奏出諧謔曲般的樂段，左手部分有廣音域的和聲。第三段為縮短的第一段重奏，並以琶音作結。

## Op. 15, No. 3

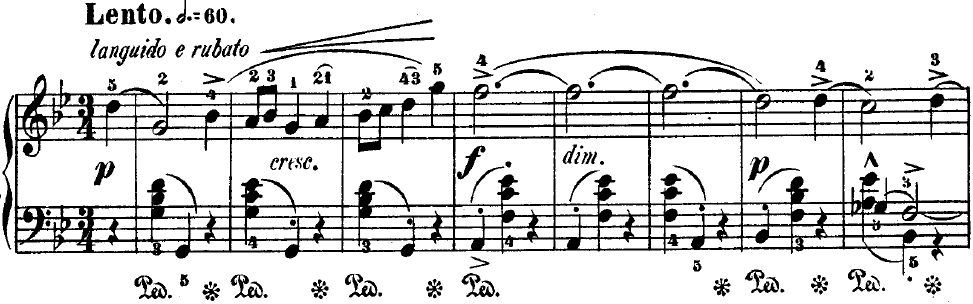
Op. 15, No. 3之開首

此曲為G小調，以緩板（義大利語：Lento）開首，右手旋律的節奏簡單但帶有半音的級進，而左手部分多為一致的四分音附以規律的踏板。此曲有明顯的強弱對比，由極弱音pp至極強音ff皆有。標註虔誠（義大利語：religioso）的完結部分中雙手彈出圓滑奏和弦。
此曲並不是使用三段體，第三段部分之旋律與第一部分不同，且用了F大調，在最後才轉回G小調。
看完一場哈姆雷特的表演後一天，蕭邦創作了這夜曲並題為「在墓地」，但後來要出版時卻將它刪去，並說：「讓別人自由發揮吧。」
此曲被加插在電影《獵鹿者》中。

## 外部連結
- Nocturnes Op.15：国际乐谱典藏计划上的乐谱
- Musopen上的乐谱 （页面存档备份，存于）